# Excision (film)
Pour les articles homonymes, voir Excision (homonymie).
Pour plus de détails, voir Fiche technique et Distribution.
Excision est un film d'horreur psychologique américain de Richard Bates Jr., sorti en 2012. C'est l'adaptation en long-métrage d'un court métrage du même réalisateur, sorti en 2008. Réalisé avec un budget minimal, il n'a eu qu'une sortie en salles limitée et s'est surtout fait remarquer dans des festivals de films d'épouvante.
Il fait partie des 200 films choisis pour le Festival du film de Sundance parmi les 2 000 proposés. En France, il a été projeté le 12 septembre 2012 à L'Étrange festival.

## Synopsis
Pauline a 18 ans. Elle vit avec sa famille dans une banlieue pavillonnaire américaine et suit les cours à l'école en ayant des études de chirurgienne en vue. Son physique acnéique, qu'elle ne cherche pas à arranger avec du maquillage au contraire de ses proches, et son comportement je-m'en-foutiste et solitaire en font une jeune fille marginale et asociale. Elle subit l'éducation stricte de sa mère, Phyllis, alors que son père reste passif. La petite sœur de Pauline, Grace, est elle une jeune fille modèle, mais qui souffre de mucoviscidose et dont l'état est préoccupant.
Phyllis fait tout ce qu'elle peut pour apprendre les bonnes manières à sa fille, mais ses méthodes autoritaires ne font qu'empirer ce qu'elle veut améliorer. Pauline est de plus en plus obsédée par des songes morbides et sanglants...

## Fiche technique
- Titre : Excision
- Réalisation : Richard Bates, Jr.
- Scénario : Richard Bates, Jr.
- Producteurs : Dylan Hale Lewis
- Coproducteurs : Ross Otterman, Matt Zambetti, Sloan Harris et Michael Collins
- Producteurs exécutifs : Mark Bruner, Robert Higginbotham, Ben Uscinski et Thomas Wood Jr.
- Producteurs associés : Yvonne Valdez, Gary Sumpter, Paul Spellman, Jud Ryan, Chris Hazzard, Matt Blessing, Steve Ansell et Frank R. Gardner
- Musique : Steve Damstra II, Mads Heldtberg
- Directeur de la photographie : Itay Gross
- Directeur de la photographie 2nd unit : Oliver Imfeld
- Montage : Steve Ansell, Yvonne Valdez
- Distribution des rôles : Carmen Aiello
- Direction artistique : Robert Platzer
- Décorateur de plateau : Katharine Glasheen
- Création des costumes : Anthony Tran
- Dates et lieux de tournage : Santa Clarita, Californie
- Sociétés de production : BXR Productions
- Sociétés de distribution : Anchor Bay Films, Monster Pictures
- Pays d'origine :  États-Unis
- Genre : Horreur psychologique, drame familial, comédie de mœurs
- Durée : 81 minutes
- Dates de sortie[3] :
  - États-Unis : 21 janvier 2012 (Festival du film de Sundance); 16 octobre 2012 (Sortie DVD & BluRay)
  - Suisse : 7 juillet 2012 (Festival international du film fantastique de Neuchâtel)
  - France : 12 septembre 2012 (L'Étrange festival)

Interdit aux moins de 16 ans

## Distribution
- AnnaLynne McCord : Pauline
- Traci Lords : Phyllis
- Ariel Winter : Grace
- Roger Bart : Bob
- Jeremy Sumpter : Adam
- Malcolm McDowell : M. Cooper
- Marlee Matlin : Amber
- Ray Wise : le principal Campbell
- John Waters : William

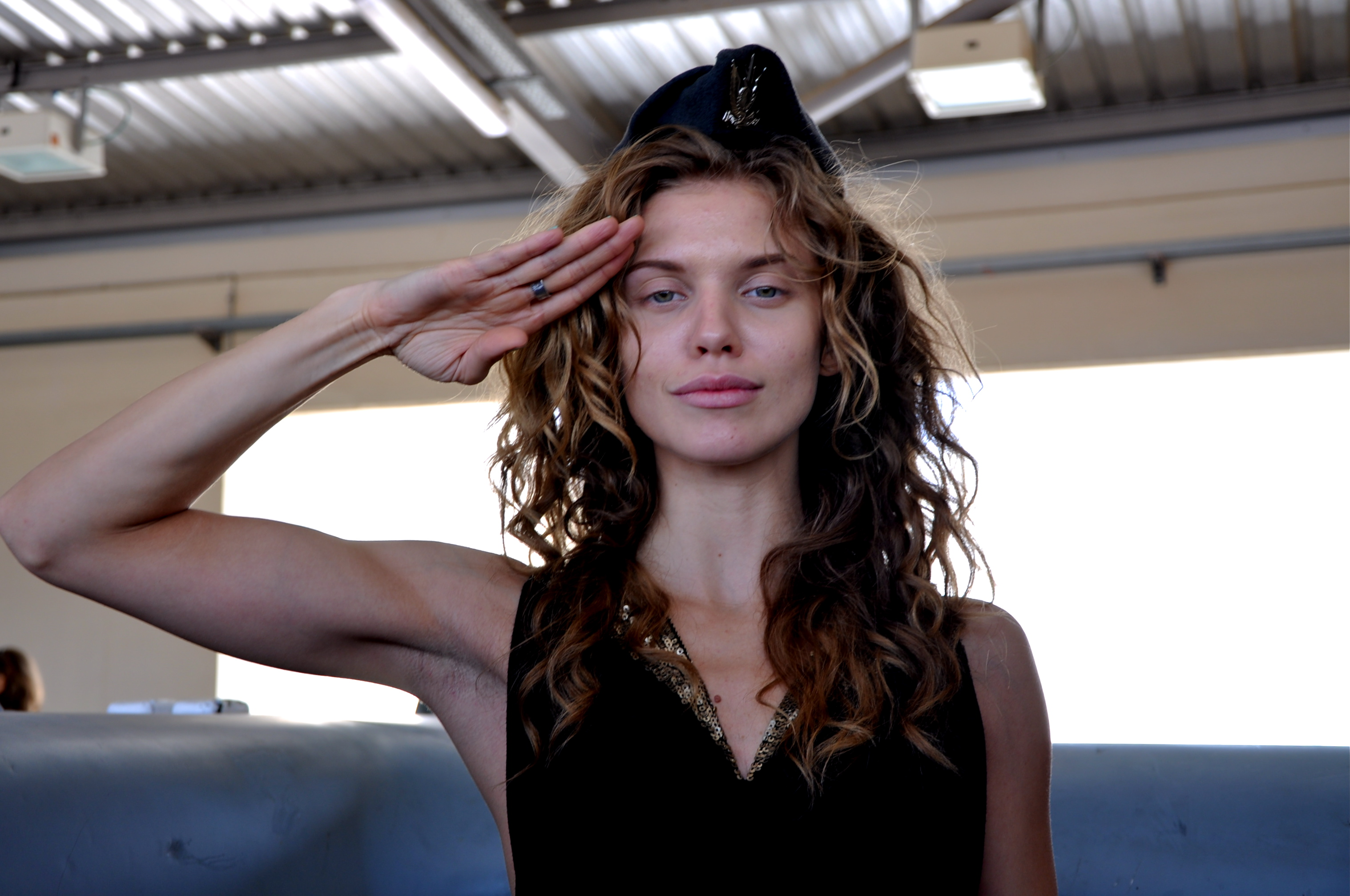
AnnaLynne McCord interprète Pauline
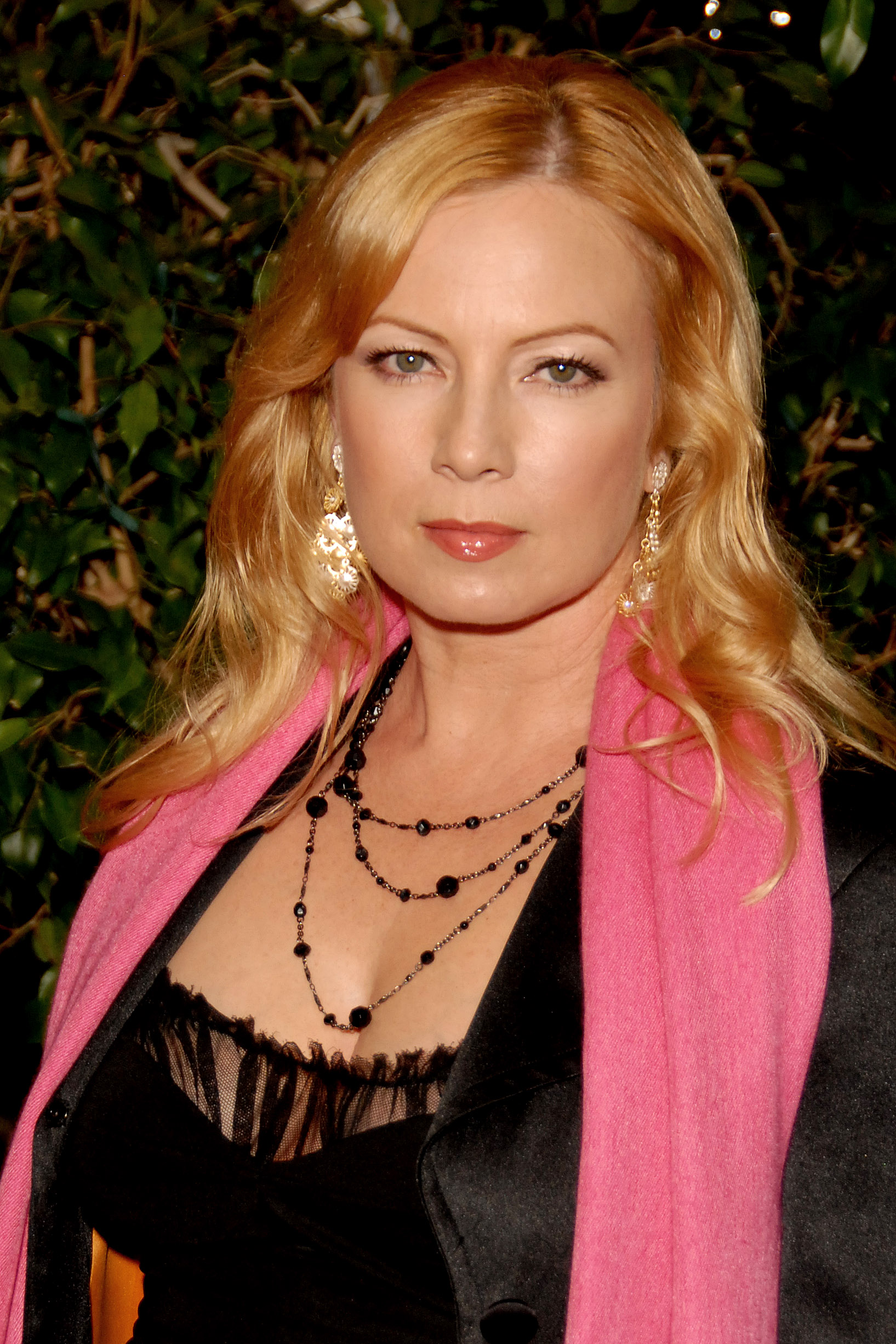
Traci Lords interprète Phyllis
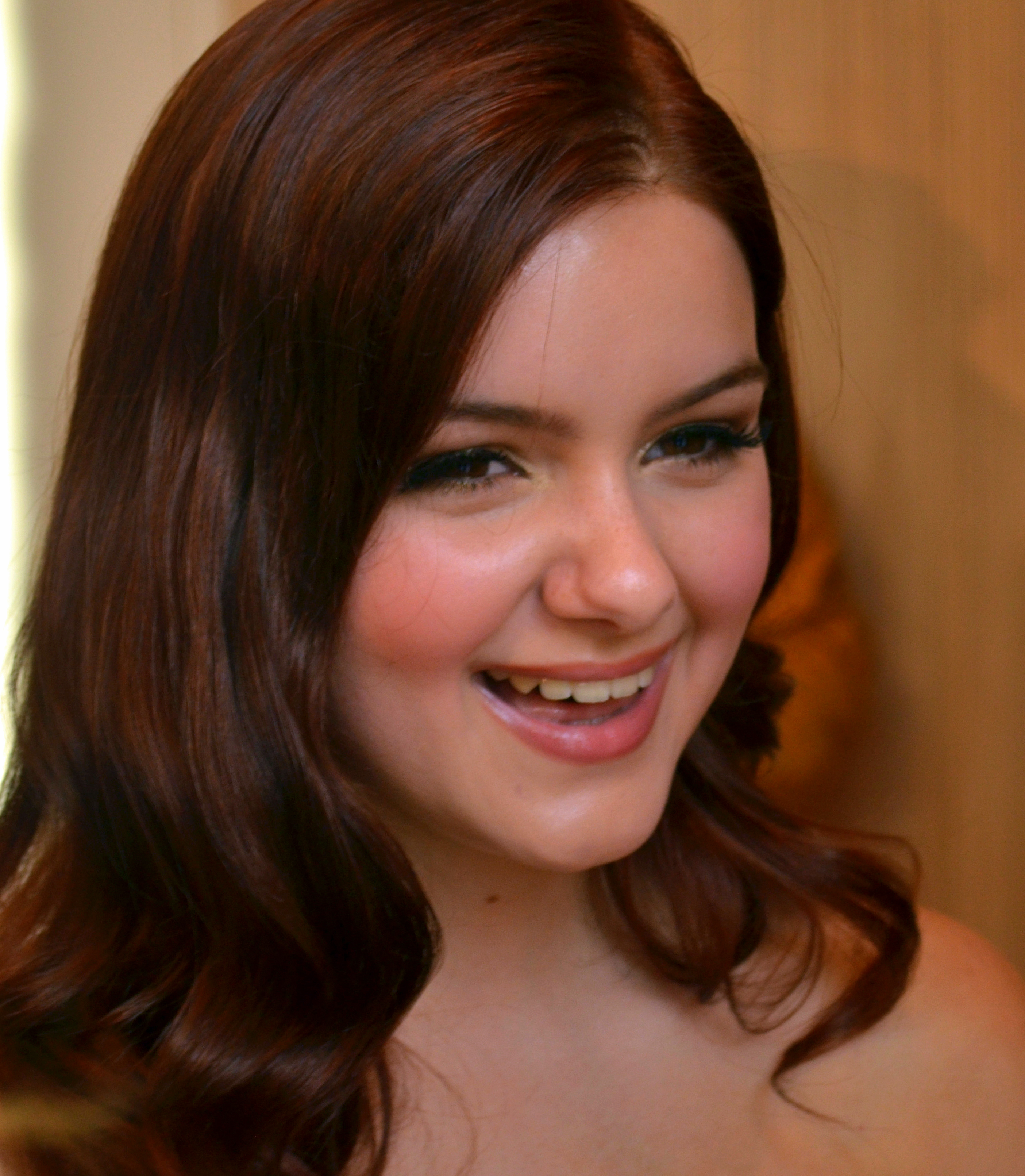
Ariel Winter interprète Grace
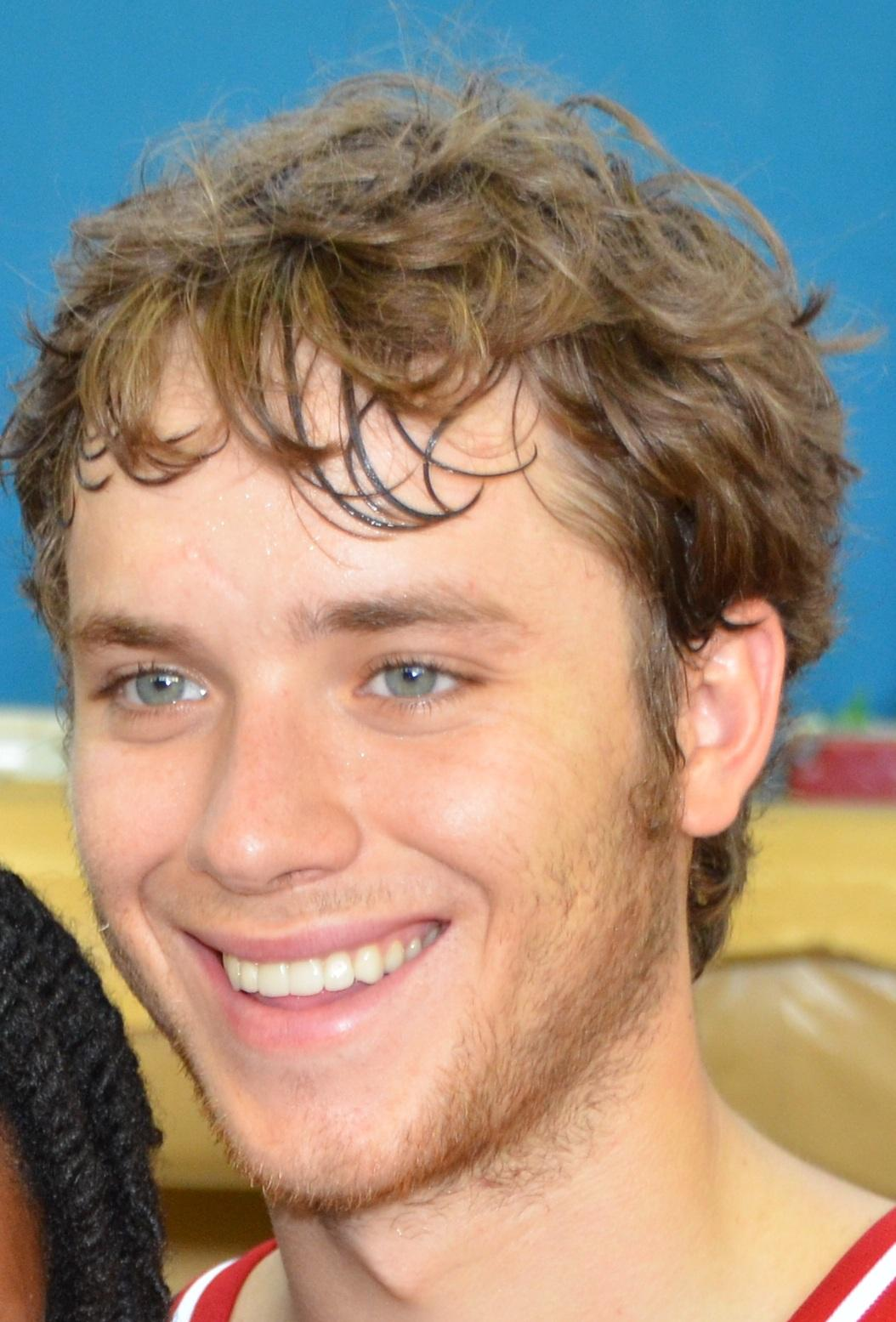
Jeremy Sumpter interprète Adam
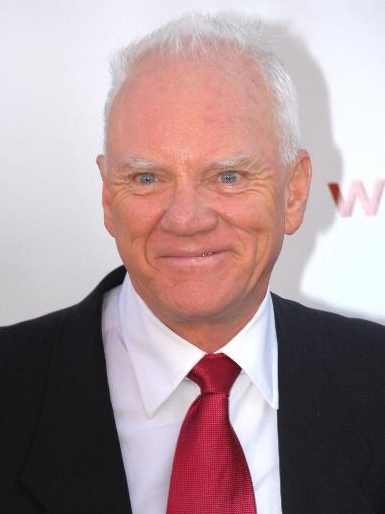
Malcolm McDowell interprète M. Cooper
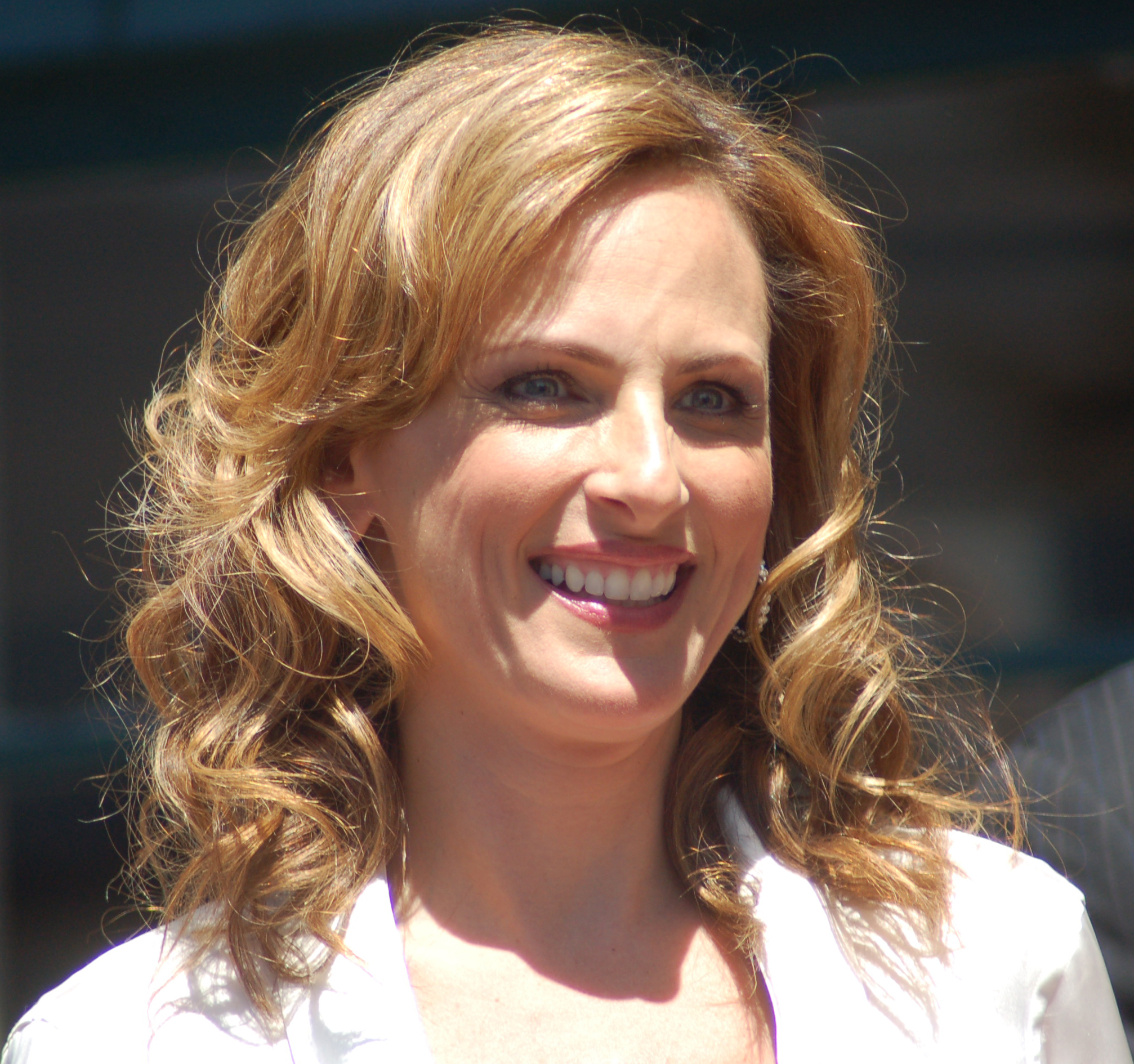
Marlee Matlin interprète Amber
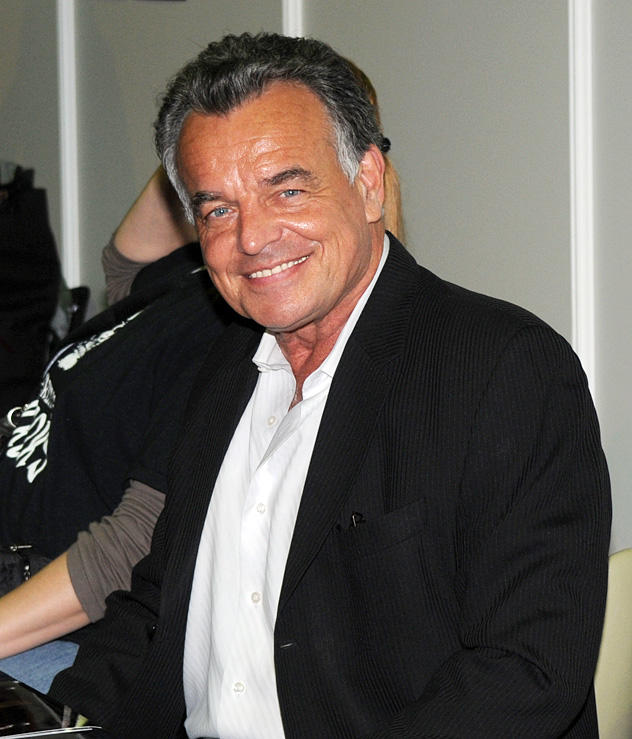
Ray Wise interprète le principal Campbell
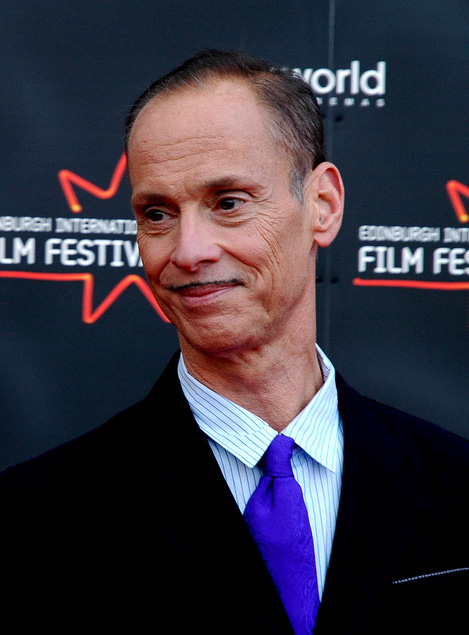
John Waters interprète William

## Distinctions

### Récompense
- 2012 : Prix du public : Meilleur film d'horreur au Samain du cinéma fantastique de Nice